# ولایت دیاربکر
ولایت دیاربکر  یکی از ولایت‌های امپراتوری عثمانی در اواخر سدهٔ نوزدهم و اوایل سدهٔ بیستم میلادی بود و یکی از شش ولایت ارمنی‌نشین قلمرو عثمانی به‌شمار می‌آمد.